# White Rabbit
White Rabbit – piosenka amerykańskiego zespołu Jefferson Airplane wydana w 1967 roku na drugim singlu, który promował album Surrealistic Pillow (1967). Piosenka zajęła 8. miejsce amerykańskiej liście przebojów „Billboardu” Hot 100. Utwór został umieszczony na 478. pozycji zestawienia 500 najlepszych piosenek wszech czasów według magazynu „Rolling Stone” oraz pojawił się na liście 500 utworów, które ukształtowały rock and roll.

## Powstanie utworu
Pomysł na utwór zrodził się w głowie Grace Slick, gdy pewnego dnia w 1963 roku Grace pod wpływem narkotyków słuchała albumu Miles’a Davisa Sketches of Spain. Podczas wielogodzinnej sesji odsłuchiwania płyty inspirowanej hiszpańskimi rytmami i brzmieniami wykiełkowała w jej głowie wstępna myśl, która później stworzyła White Rabbit. Jesienią 1965 roku Grace wraz ze swoim mężem utworzyła zespół The Great Society. Zimą tego samego roku Grace zaczęła pisać tekst „White Rabbit”, biorąc swoją inspirację nie tylko z Alicji w Krainie Czarów, ale też z wydarzeń, które miały miejsce w Stanach Zjednoczonych. Był to czas eksperymentów z narkotykami, których dopuszczały się nie tylko młode osoby, o czym w pierwszych wersach utworu mówi autorka.
Po napisaniu tekstu, Grace postanowiła stworzyć muzykę, która doskonale będzie akompaniować tekstowi. Przypomniała sobie dzień, gdy odsłuchiwała płytę Milesa Davisa, skąd wziął się motyw przewodni. Jest on oparty na crescendo, zainspirowanym słynnym Boléro Maurice Ravela. Całość ma charakter wyraźnie psychodeliczny, a tamtego czasu rock psychodeliczny stawał się coraz bardziej popularny w zachodniej Ameryce, co miało wpływ na twórczość Grace, która mieszkała w San Francisco. Pierwsza wersja utworu znacząco różniła się od końcowej. Była dłuższa o ponad 3 minuty i zawierała więcej elementów instrumentalnych.
W 1966 roku zespół rozpadł się, przez co piosenka nie została perfekcyjnie dopracowana. Niektórzy z członków zespołu wyemigrowali do Indii by uczyć się gry na sitarze. W 1966 roku, Grace została wokalistką Jefferson Airplane, dla którego wzięła udział w nagrywaniu drugiej płyty grupy, Surrealistic Pillow, pod warunkiem, że zespół wykorzysta dwie kompozycje the Great Society: „Somebody to Love” i właśnie „White Rabbit”. Na początku listopada 1966 roku piosenka została ostatecznie nagrana.

## Wydanie

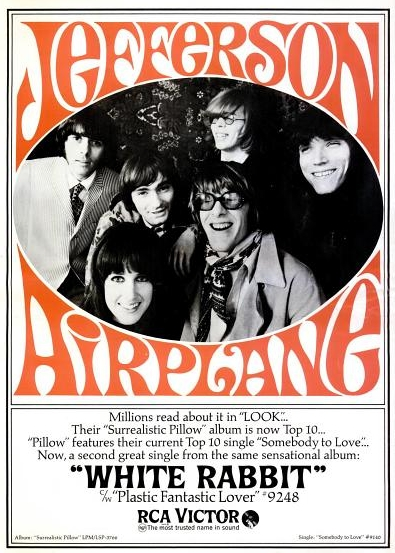
Plakat promujący utwór, 1967

White Rabbit ukazało się jako singiel w czerwcu 1967 roku, otwierając tzw. Summer of Love. Hipisi z całego kraju przybyli wtedy do dzielnicy San Francisco Haight-Ashbury, by protestować przeciwko wojnie w Wietnamie, szerzyć miłość i pokój, jak i również eksperymentować z substancjami psychoaktywnymi. White Rabbit perfekcyjnie pasowało do tego czasu, celebrując psychodeliczną kulturę ostatnich lat. Piosenka znienawidzona przez starsze pokolenia, została hymnem wykrzykiwanym przez tych młodych podczas protestów i hucznych zgromadzeń, na których część uczestników zażywało rozmaite narkotyki. Na Summer of Love odbył się festiwal, na który początkowo przybyło 30 tysięcy ludzi. Finałowego dnia w koncertach Jefferson Airplane i innych rockowych zespołów, uczestniczyło ponad 60 tysięcy ludzi, a przez całe Lato Miłości przewinęło się około 100 tysięcy osób.

### Tekst i kompozycja

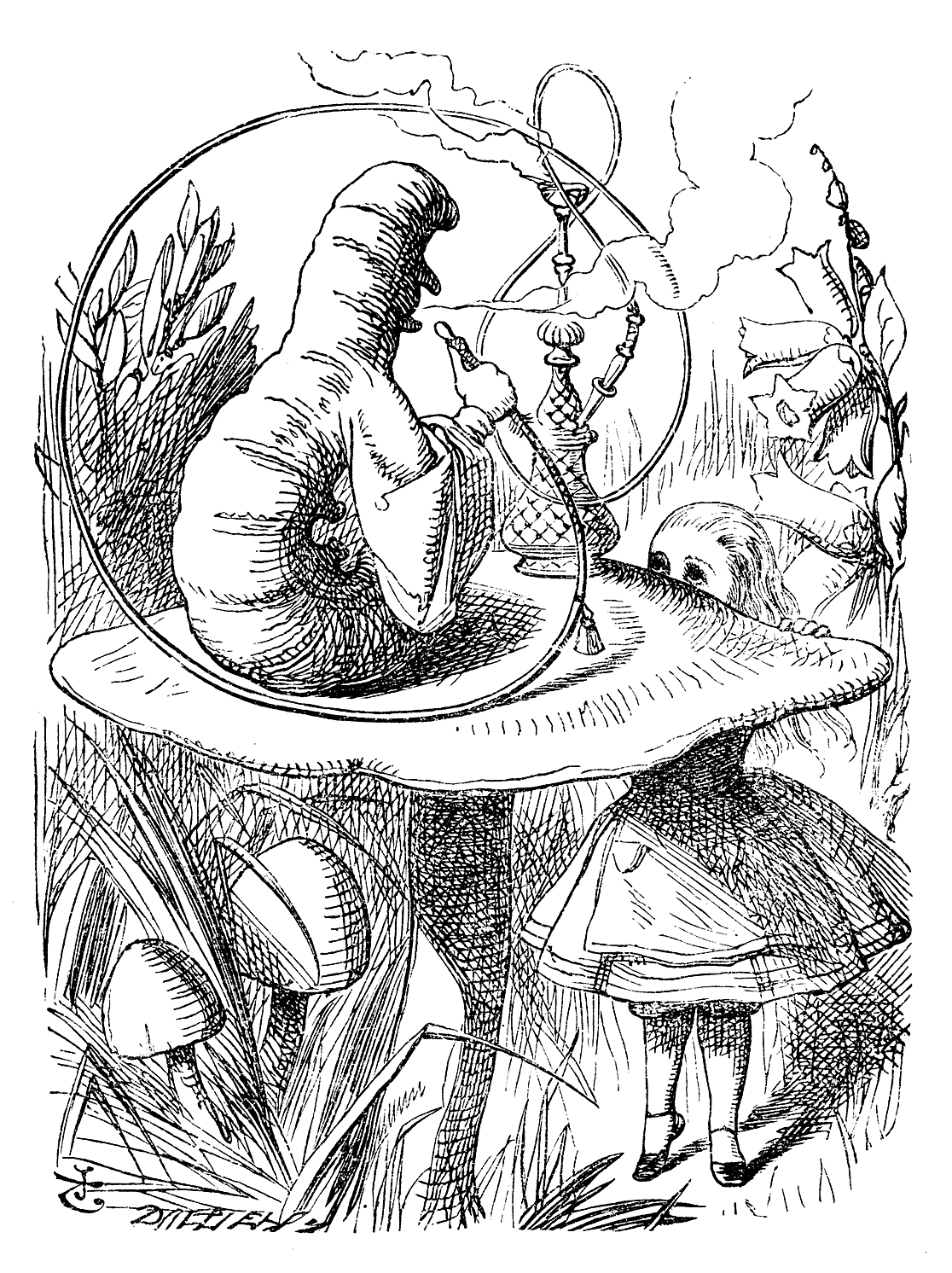
Gąsienica z Alicji w Krainie Czarów paląca sziszę.

Tekst utworu przedstawia porównanie fabuły książki Alicji w Krainie Czarów autorstwa Lewisa Carrolla oraz jej kontynuacji Po drugiej stronie lustra do przeżyć wywołanych zażyciem środków psychodelicznych, a w szczególności grzybów halucynogennych. Tekst odnosi się do takich wydarzeń z fabuły tych książek, jak zmiana rozmiarów po zjedzeniu nieznanego gatunku grzybów czy piciu nieznanego płynu.
W tekście przywołane są także takie postacie z tych książek jak Gąsienica palącą fajkę wodną (na ilustracji) czy Królowa Kier, Suseł, Król Kier.
Grace zauważyła, że wiele książek, które rodzice czytają swoim dzieciom, zawiera pewnego rodzaju substancje które wpływają na rzeczywistość. W wywiadzie dla Q powiedziała: „Czytali nam wszystkie te historie, w których bierzesz jakiś środek chemiczny i przeżywasz wspaniałą przygodę. W Alicji w Krainie Czarów rzuca się to w oczy. Alicja jest na haju, rośnie, przez co nie mieści się w pokoju, podczas gdy gąsienica siedzi na psychodelicznym grzybku i pali opium. W Czarnoksiężniku z Krainy Oz bohaterowie lądują na polu maku opiumowego, budzą się i widzą Szmaragdowe Miasto. Piotruś Pan posypuje sobie głowę białym pyłem kokainowym i może latać”. Miało to swoje odzwierciedlenie w tekście utworu – „One pill makes you larger, and one pill makes you small, And the ones that mother gives you, don’t do anything at all”.
Dla Grace Slick “White Rabbit” to piosenka o zaspokajaniu ciekawości, którą jest właśnie ten biały królik. Dla niej i innych artystów lat 60, narkotyki były częścią poznawania własnego umysłu i przekraczania jego granic. Grace zaznacza, że piosenka traktuje również o znaczeniu nauki i edukacji (frag. tekstu “Feed your head”). Ten porywający i energiczny punkt kulminacyjny White Rabbit, był wezwaniem do uwolnienia swoich umysłów i zmysłów. We wspomnieniach dla Wall Street Journal w 2016 roku, Grace powiedziała: „Patrząc wstecz, myślę, że White Rabbit to naprawdę dobra piosenka. Moim jedynym żalem jest to, że tekst mógł być o wiele mocniejszy. Dzięki temu więcej osób byłoby nim dotkniętych”.

### Kultura masowa
- Wers tekstu „Go Ask Alice” został użyty jako tytuł książki o nałogu narkotykowym przez autorkę Beatrice Sparks w 1971 roku.
- Piosenkę słychać dwukrotnie w sezonie pierwszym, epizodzie siódmym Rodziny Soprano „Down Neck”.
- W grze wideo Battlefield Vietnam w menu głównym słychać gitarę basową odgrywającą melodię White Rabbit.
- Piosenka znajduje się w grze wideo z 2008 roku, Shaun White Snowboarding.
- Piosenka zostaje użyta w zwiastunie gry wideo Lost Odyssey.
- Piosenkę słychać w epizodzie pierwszym sezonu piątego American Dad.
- Piosenka została użyta dwukrotnie w filmie The Game (1997).
- Piosenka została wykorzystana w epizodzie szóstym sezonu dziesiątego The Simpsons „D’oh-in in the Wind”, gdy mieszkańcy Springfield piją sok wyprodukowany przez Homera. Omyłkowo sok zawierał substancje psychoaktywne, które spowodowały halucynacje u mieszkańców.
- Piosenka pojawia się w filmie z 1986 roku, Pluton, podczas gdy grupa żołnierzy zażywa narkotyki.
- Piosenka została użyta w epizodzie siódmym, sezonu drugiego Futuramy. Podczas gdy piosenka leci w tle głowa Richarda Nixona śpiewa ostatnią linijkę tekstu White Rabbit i deklaruje „Spotkam się z wami pośrodku, wy głupi hipisi”.
- Piosenka pojawia się w epizodzie czwartym pierwszego sezonu serialu Wielkie kłamstewka.

- Jedna ze scen filmu Las Vegas Parano jest poświęcona tej piosence[11].